# Jane Bernigau
Jane Bernigau (* 5. Oktober 1908 in Sagan; † 23. März 1992 in Husum) war von 1938 bis 1945 eine deutsche Oberaufseherin in mehreren Konzentrationslagern. Sie gehörte zum sogenannten SS-Gefolge.
Bernigau war von Beruf Fürsorgeerzieherin. Im Alter von 31 Jahren bewarb sie sich als Aufseherin in einem Konzentrationslager. Bernigau nahm 1938 ihren Dienst im KZ Lichtenburg auf. 1940 wurde sie zeitweilig zur Schulung ins KZ Mauthausen abkommandiert und später ins KZ Ravensbrück versetzt, wo sie Frauen zu Aufseherinnen ausbildete. Ab 1944 war Bernigau im KZ Groß-Rosen als Oberaufseherin für die Leitung der dortigen Frauen-Außenlager zuständig und wurde dort mit einem Kriegsverdienstkreuz ausgezeichnet. Im September 1944 wechselte sie ins KZ Mauthausen und war auch im Außenlager St. Lambrecht beschäftigt, wo sie Häftlinge misshandelte. Beim Herannahen alliierter Kräfte floh sie aus dem Lager. Bernigau wurde niemals verhaftet oder für ihre Taten zur Verantwortung gezogen. Sie wurde jedoch nach Kriegsende mehrfach verhört, so 1969 und 1976.